# Shae-Lynn Bourne
Shae-Lynn Bourne (ur. 24 stycznia 1976 w Chatham) – kanadyjska łyżwiarka figurowa, startująca w parach tanecznych z Victorem Kraatzem. Trzykrotna uczestniczka igrzysk olimpijskich w Lillehammer (1994), Nagano (1998) i Salt Lake City (2002), mistrzyni świata (2003), trzykrotna mistrzyni czterech kontynentów (1999, 2001, 2003), dwukrotna zwyciężczyni finału Grand Prix (1996, 2001) oraz 10-krotna mistrzyni Kanady (1993–1999, 2001–2003).
Bourne i Kratz byli pierwszą parą taneczną, która w swoich tańcach wykonywała element łyżwiarski hydroblading.
W 2005 roku wyszła za mąż za swojego trenera Nikołaja Morozowa, ale małżeństwo przetrwało tylko do lipca 2007. W 2011 roku ponownie wyszła za mąż, za Bohdana Turoka, z którym ma syna Kaia (ur. 19 czerwca 2012). Bourne rozpoczęła pracę trenera w klubie Granite Club w Toronto, gdzie pracowała z m.in. Kaitlyn Weaver / Andrew Poje oraz układa choreografie dla wielu łyżwiarzy.

## Osiągnięcia

### Pary taneczne
Z Victorem Kraatzem
| Zawody                           | 91–92          | 92–93          | 93–94          | 94–95          | 95–96          | 96–97          | 97–98          | 98–99          | 99–00          | 00–01          | 01–02          | 02–03          |                |                |                |                |                |
| Międzynarodowe                   | Międzynarodowe | Międzynarodowe | Międzynarodowe | Międzynarodowe | Międzynarodowe | Międzynarodowe | Międzynarodowe | Międzynarodowe | Międzynarodowe | Międzynarodowe | Międzynarodowe | Międzynarodowe | Międzynarodowe | Międzynarodowe | Międzynarodowe | Międzynarodowe | Międzynarodowe |
| -------------------------------- | -------------- | -------------- | -------------- | -------------- | -------------- | -------------- | -------------- | -------------- | -------------- | -------------- | -------------- | -------------- | -------------- | -------------- | -------------- | -------------- | -------------- |
| Igrzyska olimpijskie             |                |                | 10             |                |                |                | 4              |                |                |                | 4              |                |                |                |                |                |                |
| Mistrzostwa świata               |                | 14             | 6              | 4              | 3              | 3              | 3              | 3              |                | 4              | 2              | 1              |                |                |                |                |                |
| Mistrzostwa czterech kontynentów |                |                |                |                |                |                |                | 1              |                | 1              |                | 1              |                |                |                |                |                |
| GP Finał Grand Prix              |                |                |                |                | 4              | 1              | 2              |                | 5              |                | 1              |                |                |                |                |                |                |
| GP Nations Cup                   |                |                | 5              |                |                | 2              |                | 2              | 1              | 3              |                |                |                |                |                |                |                |
| GP Cup of Russia                 |                |                |                |                |                |                |                |                | 2              |                |                |                |                |                |                |                |                |
| GP NHK Trophy                    |                |                |                |                | 2              |                | 2              |                |                |                |                |                |                |                |                |                |                |
| GP Skate America                 |                |                |                |                |                |                |                |                |                | 3              |                |                |                |                |                |                |                |
| GP Skate Canada International    |                | 6              | 3              | 1              | 1              | 1              | 1              | 1              |                |                | 1              |                |                |                |                |                |                |
| GP Trophée Lalique               |                |                |                |                |                |                |                |                |                |                | 2              |                |                |                |                |                |                |
| Nebelhorn Trophy                 |                | 1              |                |                |                |                |                |                |                |                |                |                |                |                |                |                |                |
| Krajowe                          |                |                |                |                |                |                |                |                |                |                |                |                |                |                |                |                |                |
| Mistrzostwa Kanady               | 1 J            | 1              | 1              | 1              | 1              | 1              | 1              | 1              |                | 1              | 1              | 1              |                |                |                |                |                |

### Pary sportowe
Z Andrew Bertleffem
| Mistrzostwa Kanady | 2 N |

## Nagrody i osiągnięcia
- Skate Canada Hall of Fame – 2007[9]